# Kradepohl
Kradepohl ist ein Ortsteil im Stadtteil Gronau von Bergisch Gladbach.

## Geschichte
Der Name Kradepohl geht auf einen frühneuzeitlichen Siedlungsnamen zurück, der im Urkataster als „Krahdenpuhls Mühle“ verzeichnet ist und als Flurname erstmals 1590 in der Form „Cradenpoll“ genannt wurde.
Das Bestimmungswort Krade leitet sich ab von dem alt- und mittelhochdeutschen Wort kreta oder krote (=Kröte). Das Grundwort pohl entstammt dem alt- und mittelhochdeutschen phuol bzw. dem lateinischen palus (=Sumpf) und bezeichnet einen Pohl (=Lache, Pfütze, kleiner Weiher). In der bergischen Mundart versteht man unter einem Pohl insbesondere ein Pfütze, die sich nach einem starken Regen gebildet hat oder ein kleines künstlich angelegtes Sammelbecken.
Dieser „Krötenpfuhl“ wurde um 1840 bei der Anlage der Straße zerschnitten und um 1948 zugeschüttet.
Carl Friedrich von Wiebekings benennt die Hofschaft auf seiner Charte des Herzogthums Berg 1789 als Kraterpohl. Aus ihr geht hervor, dass Kradepohl zu dieser Zeit Teil der Honschaft Gronau im Kirchspiel Gladbach war.
Unter der französischen Verwaltung zwischen 1806 und 1813 wurde das Amt Porz aufgelöst, und Kradepohl wurde politisch der Mairie Gladbach im Kanton Bensberg zugeordnet. 1816 wandelten die Preußen die Mairie zur Bürgermeisterei Gladbach im Kreis Mülheim am Rhein. Mit der Rheinischen Städteordnung wurde Gladbach 1856 Stadt, die dann 1863 den Zusatz Bergisch bekam.
Der Ort ist auf der Topographischen Aufnahme der Rheinlande von 1824 als Kraddenpohl und auf der Preußischen Uraufnahme von 1840 als Kradenpuhl verzeichnet. Ab der Preußischen Neuaufnahme von 1892 ist er auf Messtischblättern regelmäßig als Kradenpohloder ohne Namen verzeichnet. 
| Jahr | Einwohner | Wohn- gebäude | Kategorie |
| ---- | --------- | ------------- | --------- |
| 1822 | 12        |               | Hofstatt  |
| 1830 | 15        |               | Hofstelle |
| 1845 | 15        | 1             | Hofstelle |
| 1871 | 21        | 2             | Hofstelle |
| 1885 | 20        | 2             | Wohnplatz |

Danach ist Kradepohl nicht mehr eigenständig aufgeführt.

## Haus Kradepohl und Fußballplatz
Einst war die Gaststätte Haus Kradepohl mit Kahnweiher und Kegelbahn ein Mittelpunkt von Gronau. Seit 2008 gab es Nachrichten darüber, dass es abgebrochen werden solle. Im Januar 2009 kam die Abrissbirne und räumte alles ab. Heute steht dort eine Autowaschanlage.
Auf der nördlichen Seite der S-Bahn Linie 11 lag ein Fußballplatz, auf dem vor dem Neubau der BELKAW-Arena an der Paffrather Straße der SV Bergisch Gladbach 09 gespielt hat. Seit 2014 sind hier Parkplätze für die Pendler nach Köln.

## Gewerbegebiet
Mit einer Gesamtfläche von 10 Hektar hat die Stadt Bergisch Gladbach den Bereich Kradepohl als Gewerbegebiet unter 3. Kradepohl ausgewiesen. Die Straßenzuordnung lautet dabei: Mülheimer Straße, Schlodderdicher Weg, Kradepohlsmühlenweg, Am Dännekamp, Gierather Straße, Ferdinandstraße, Refrather Weg (am Bahndamm).